# Dat-scan

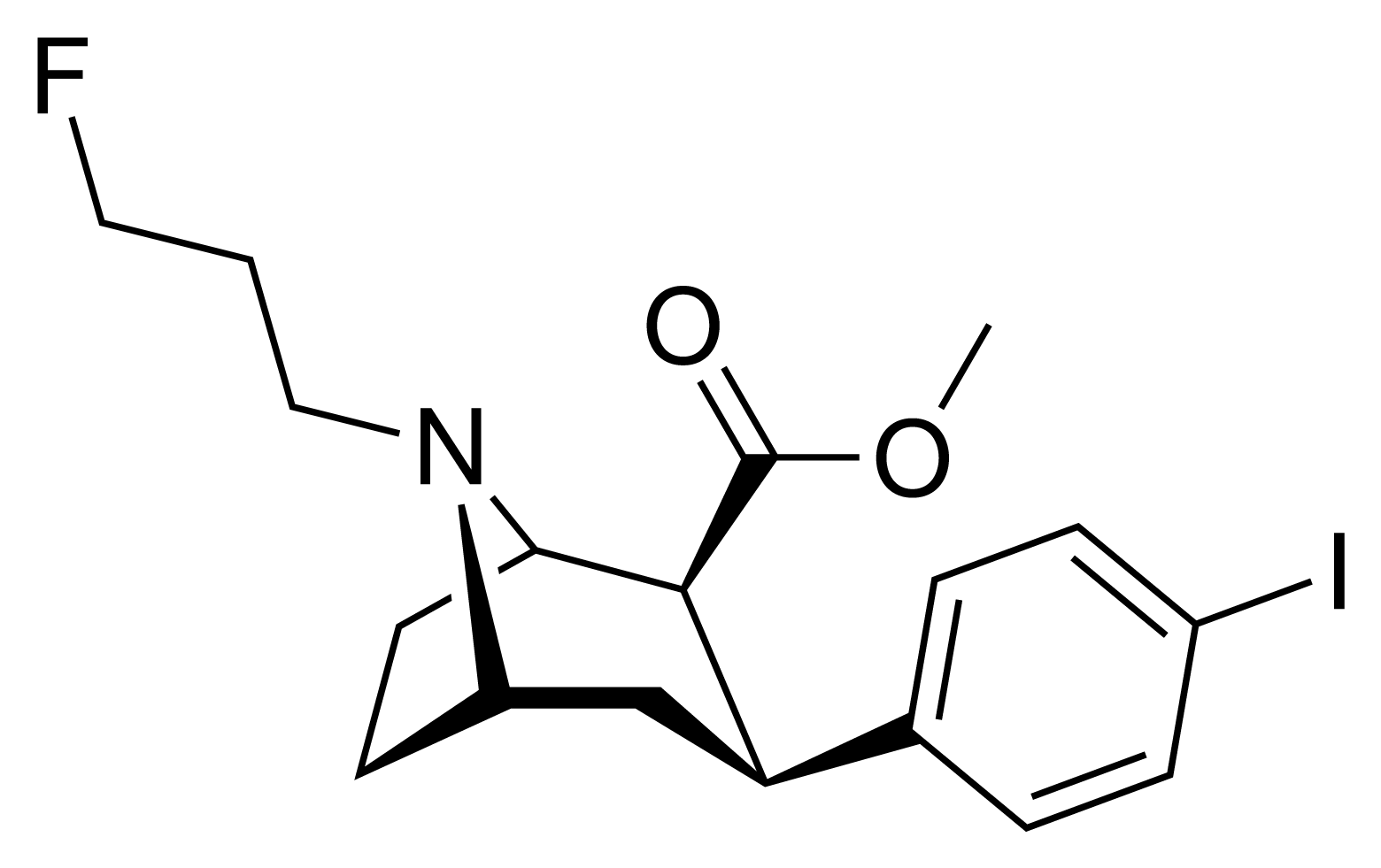
Formule topologique de l'ioflupane, le traceur utilisé pour réaliser un Dat-scan

La scintigraphie cérébrale à l'ioflupane, plus couramment nommée par le nom commercial du radiotraceur utilisé (DaTSCAN), est une imagerie cérébrale fonctionnelle qui étudie le système dopaminergique et qui est proposée pour le diagnostic de la maladie de Parkinson et la démence à corps de Lewy.

## Description
Elle permet, entre autres, de différencier la maladie d'Alzeihmer de la démence à corps de Lewy (DCL). Elle est également utilisée pour différencier un tremblement essentiel d'un tremblement parkinsonien (entrant dans le cadre d'une maladie de Parkinson idiopathique ou d'un autre syndrome parkinsonien primitif tel que l'atrophie multisystématisée). En revanche, elle ne permettra pas de différencier un tremblement essentiel d’un tremblement secondaire à la prise de neuroleptiques (qui bloquent les récepteurs dopaminergiques D2 au niveau postsynaptique).

## Place dans la stratégie diagnostique
La clinique (interrogatoire, examen physique et test psychométriques) de la maladie de Parkinson, de la démence à corps de Lewy, de l'atrophie multisystématisée et de l'atrophie multisystématisée progressive, est le premier argument pour distinguer ces différentes affections. L'imagerie structurelle (Scanner et IRM) est souvent insuffisante pour distinguer ces pathologies. Elle permet surtout d'éliminer d'autres maladies[réf. nécessaire].
Un test thérapeutique peut être proposé dans les syndromes parkinsoniens ou la maladie de Parkinson[réf. nécessaire]. L'imagerie fonctionnelle pourrait être utile pour distinguer ces formes. En 2007, il n'existe pas d'examens complémentaires alternatifs. L'examen diagnostique le plus fiable est malheureusement peu utile, il s'agit de l'analyse anatomopathologique du cerveau après le décès (autopsie) du patient à la recherche de corps de Lewy.

## Efficacité diagnostique
Cette efficacité a été mesurée grâce à une étude qui mesurait les performances diagnostiques de l'analyse des images en aveugle de la clinique avec pour gold standard l'évaluation clinique de médecins ayant l'habitude du diagnostic et de la prise en charge des démences. Les valeurs de la sensibilité de DaTSCAN pour le diagnostic d’une DCL probable étaient 75,0 % et 80,2 %, et celles de la spécificité entre 88,6 % à 91,4 %[réf. incomplète].

## Principe
Il s'agit d'une TEMP (tomoscintigraphie par émission monophotonique) utilisant comme traceur l'ioflupane, qui est un analogue de la cocaïne marqué à l'iode 123, fixant spécifiquement les transporteurs présynaptiques de la dopamine (DAT) du striatum. Cet examen permet ainsi d'étudier la fonction dopaminergique pré-synaptique. Dans la démence à corps de Lewy, il y a une hypofixation du traceur au niveau du striatum (zone de fixation normale pour cet examen).
Le patient doit prendre un traitement d'iode non radioactif une à quatre heures avant et douze à vingt-quatre heures après l'examen, afin de fixer de l'iode non radioactif sur sa thyroïde, ce qui sature cette fixation et empêche la fixation de l'iode radioactif (première administration) et entre en compétition avec l'iode radioactif qui s'est tout de même fixé (deuxième administration).

## Contre-indications
- Allergie au produit
- Femme enceinte car risque d'irradiation du fœtus.
- Enfant ou adolescent : manque de données concernant l'efficacité et la sécurité[1]

## Effets indésirables
Les effets indésirables retrouvés sont :
- Augmentation de l'appétit
- Maux de tête
- Fourmillements
- Pseudo-vertiges (sentiment d'étourdissement)

## Coût de l'examen
Coût d'environ 300€ en France.